# Projekt Portret PPE
Projekt Portret PPE se je začel med izbruhom ebole leta 2014 in 2015 v Liberiji. Umetnica Mary Beth Heffernan ga je začela kot način humanizacije medicinskega osebja, ki nosi popolno osebno zaščitno opremo (PPE). Bolniki, ki med boleznijo doživljajo enega najbolj groznih trenutkov svojega življenja, ne morejo videti obrazov svojega zdravstvenega osebja. Nalepka s fotografijo na obleki osebne zaščitne opreme osebja pa omogoča bolniku, da se bolje poveže z zdravstvenim delavcem. Ta projekt je leta 2020 oživela Stanfordska družboslovka Cati Brown-Johnson, predstavili so jo v ameriških medijih The Rachel Maddow Show, NPR, reviji Smithsonian in KQED.

## Začetek projekta
Ideja je nastala zaradi izbruha ebole v letih 2014 in 2015 v Liberiji. Ameriška umetnica Mary Beth Heffernan, ki je profesorica umetnosti in zgodovine umetnosti na Occidental College, je opazila zaščitne obleke, ki so jih nosili zdravstveni delavci ob obolenjih z ebolo, in zato ustvarila projekt portret PPE. Heffernan je to imenovala "umetniški poseg, namenjen izboljšanju nege ob obolenju z ebolo". V projektu so se osredotočili na bolnike v izolaciji – na t. i. prednosti "prebijanja te izolacije" z omogočanjem boljšega povezovanja bolnikov z oskrbniki. Heffernan upa, da bodo PPE potreti postali standardna medicinska praksa za paciente, ki morajo biti izolirani in sicer ne bi videli ljudi drugače, kot v popolni PPE opremi.
Fundacija »The Gold Foundation« je Heffernanovo financirala s 5000 ameriškimi dolarji, namenjenimi potovanju v Liberijo in izvajanja projekta. Lokalno zdravstveno osebje je kasneje poročalo, da se počuti »bolj človeško«. V petih letih od ebole je Heffernan pristopila k številnim bolnišnicam, kjer pa jih projekt ni zanimal. V času pandemije covid-19 je zdravniško osebje, ki je nosilo polno osebno zaščitno opremo PPE, v številnih bolnišnicah spremenilo odklonilen odnos.

## Projekt danes
"Torej vaši prestrašeni pacienti, ki dejansko ne morejo videti vaših obrazov, imajo vsaj neko predstavo o tem, kdo ste in kako ste v resnici videti"— Rachel Maddow, 8. maj 2020
Cati Brown-Johnson z Medicinske fakultete na univerzi Stanford je oživila projekt za pandemijo covid-19. Brown-Johnson pravi, da je družboslovka, ki jo zanimajo povezave med ljudmi. Pravi tudi, da raziskave učinkov te ideje kažejo tako na boljšo povezavo pacientov in skrbnikov, kakor tudi na dvig morale pri medicinskem osebju.
Druge bolnišnice, ki so aprila 2020 začele uporabljati portrete PPE so Medicinska šola Univerze v Massachusettsu, Medicinska šola USC Keck in otroška bolnišnica v Bostonu.
Heffernan pravi, da je cilj projekta zagotoviti bolnišnicam orodje in usposabljanje, da bodo lahko samostojno vodili projekt. Upa, da bo vse medicinsko osebje uporabljalo portrete PPE ne glede na to, ali popolno zaščitno opremeo ali ne. V situacijah, ko medicinsko osebje nosi maske, bi nasmejana fotografija lahko koristila pacientu. Maddow je o projektu potret PPE dejala, da fotografija negovalca pacientom pomaga ustvariti pristno povezavo namesto "povezave s tujci, tudi če se trudijo, da ti rešijo življenje." Revija Smithsonian navaja, da je videti nekoga v polni osebni zaščitni opremi kot "anonimiziranje teh posameznikov kot zamaskiranih, brezizraznih kadrov v vesoljskih oblekah".
"Pripenjanje fotografij na osebno zaščitno opremo PPE je tako preprosto, nizkotehnološko orodje - vendar lahko spremeni tiste dragocene trenutke nege v času, ko so bolniki bolni, prestrašeni in se počutijo osamljene. Veseli smo, da smo lahko podprli Mary Beth Heffernan in njeno briljantno idejo iz njenega začetnega dela Projekt potret PPE. Pozivamo vse bolnišnice, naj sprejmejo to prakso, da bodo imeli koristi tako bolniki kot tudi zdravstvene ekipe."— Richard I. Levin, predsednik in izvršni direktor fundacije "Gold Foundation"

## Način uporabe
Spletno mesto univerze v Stanfordu razlaga, da bo pri uporabi ob bolnikih z visokim tveganjem fotografija zavržena skupaj z obleko. Ob manjšem tveganu, kjer se obleka ponovno uporabi, je treba nalepko s fotografijo in značko z imenom pred ponovno uporabo razkužiti. Univerza Stanford predlaga, da morate, če sami ustvarjate portret, uporabiti nastavitev portreta na svojem pametnem telefonu, pogledati neposredno v objektiv fotoaparata in "pokazati nasmeh, za katerega želite, da ga vidijo vaši pacienti". Heffernan priporoča uporabo 20 x 30 cm mat lepljivih nalepk, ki jih ni mogoče ponovno uporabiti. Najprej se je razpravljalo o laminiranju, razkuževanju in ponovni uporabi nalepk, vendar obstajajo pomisleki, da lahko trdi rob plastike poškoduje obleko PPE in postane vir okužbe.